# Elecciones generales de España de 1879

Las elecciones generales de 1879 fueron convocadas para el 20 de abril de 1879 bajo el reinado de Alfonso XII sobre la base de lo dispuesto en la Constitución de 1876, vigente hasta 1923, en la conocida como Restauración.
Como sucedió en todas las elecciones durante la restauración borbónica en España en estas el resultado estuvo determinado de antemano («encasillado») gracias al sistemático fraude electoral realizado mediante la red caciquil extendida por todo el territorio. En estas elecciones, como en el resto, el gobierno que las convocó las ganó, ya que en el régimen político de la Restauración los gobiernos cambiaban antes de las elecciones y no después como sucedía en los regímenes parlamentarios (no fraudulentos).

## Antecedentes
El 28 de diciembre de 1878 se reforma la ley electoral para volver al sufragio censitario, por el que el número de electores quedaba reducido a unos 874 000 individuos.
El 7 de marzo de 1879 el general Arsenio Martínez Campos sustituye en la presidencia del Gobierno a Cánovas del Castillo. Tal como era habitual tras el cambio, el rey Alfonso XII firma el decreto de Disolución de las Cortes, esto sucede el 10 de marzo.

## Características
El número de votantes para estas elecciones era de aproximadamente 840 000, mediante sufragio restringido. Se eligieron 392 diputados el día 20 de abril de 1879.

## Resultados
Se desconoce la participación, lo que presupone una ostensible manipulación, con victoria de los grupos liberales dinásticos que entonces gobernaban, entonces denominados liberales-conservadores, con 293 escaños.
| Facción                         | Diputados |
| ------------------------------- | --------- |
| Liberales, conservadores        | 293       |
| Constitucionales                | 56        |
| Independientes                  | 15        |
| Moderados y ultramontanos       | 11        |
| Demócratas posibilistas         | 7         |
| Partido progresista democrático | 7         |
| No identificados                | 3         |

| Predecesor: Elecciones de 20 de enero de 1876 | Elecciones Generales en España 1879 - 1881 | Sucesor: Elecciones de 21 de agosto de 1881 |